# Staňkovka
Staňkovka je přírodní rezervace v katastru Radotína na území hlavního města Prahy. Chráněné území spravuje AOPK ČR. Celé území se nachází v CHKO Český kras. Chráněným území bylo vyhlášeno roku 1988 s cílem ochrany tolitové doubravy. Teplomilné doubravy poskytují biotop hojně se vyskytujícímu roháči obecnému a také zde hnízdí silně ohrožený včelojed lesní.

## Lokalita
PR Staňkovka leží v Radotíně, na levém břehu řeky Berounky, na poměrně strmém svahu. Rozdíl nadmořských výšek činí 202–360 metrů. Místo je orientováno jihovýchodním směrem a území má na délku přibližně kilometr. Celková výměra je 44,47 ha. Pod Staňkovkou se nachází železniční trať Praha-Beroun a na severozápadě sousedí s chatovou osadou.

## Přírodní poměry

### Geologie
Staňkovka leží na geologicky velmi významném profilu. V blízkosti železničního přejezdu podklad tvoří prachovité břidlice záhořanského souvrství. V roce 1900 posloužily tyto břidlice k popsání velkého množství ramenonožců a trilobitů. V nadloží se pak nacházejí jílovité břidlice bohdaleckého souvrství o tloušťce 150 m. Poslední a nejmladší vrstvou jsou jílovité břidlice králodvorského souvrství. V erozní rýze pak lze najít slepence s valounky křemene, které dokazují zalednění v době svrchního ordoviku. Útvary neživé přírody nejsou předmětem zdejší ochrany, přestože se jedná o důležitý souvislý profil svrchního ordoviku. Na vině je špatná dostupnost odkryvu pro výzkum i osvětu veřejnosti.

### Hydrologie
Nedaleko horního okraje svahu se nachází studánka. Jedná se o přepad z nedaleké vodárny, jenž byl upravený do této podoby. Územím občasně protéká drobný vodní tok, který byl v nedávné době nevhodně zahlouben do propustku pod lesní cestou a došlo tak k narušení vodního režimu v jilmovém luhu.

### Flóra
Na zalesněných svazích vyrůstá několik druhů teplomilných doubrav. Největší plochu zaujímá břeková doubrava (Sorbo torminalis-Quercetum), která roste ve střední části svahu. Dominantní dřevinou je zde všelijak pokroucený dub zimní (Quercus petraea) doplněný o jeřáb břek (Sorbus torminalis). Pro břekovou doubravu jsou typické druhy indikující nedostatek vláhy, např. tolita lékařská (Vincetoxicum hirundinaria) nebo vikev kašubská (Vicia cassubica).
V extrémních přírodních podmínkách horních hran svahů na mělké a kamenité půdě chudé na živiny roste smolničková doubrava (Viscario-Quercetum), pojmenovaná po roztroušeně žijící smolničce obecné (Steris viscaria). V bylinném patře pak vyrůstají acidofilní trávy kostřava ovčí (Festuca ovina) a metlička křivolaká (Avenella flexuosa).
Zajímavostí celé lokality je jilmový luh (Querco-Ulmetum), vyrůstající na náplavovém kuželi drobného potoka.

### Fauna
Lokalita je významným útočištěm celé řady bezobratlých živočichů. Za zmínku určitě stojí v České republice ohrožený roháč obecný (Lucanus cervus). Ten k životu potřebuje dostatek staré, osluněné, tlející dřevní hmoty. Další brouk obývající toto území je krajník hnědý (Calosoma inquisitor).
Nelze opomenout ani motýly, jichž tu žije celá řada a byli i detailněji zkoumáni. Lze zmínit například kovovníčka (Incurvaria koerneriella), minovníčka (Tischeria marginea) a krásněnky (Metalampra cinnamomea). Z druhů snáze rozpoznatelnými i laiky zde žijí žluťásek (Gonepteryx rhamni), píďalky (Cyclophora punctaria, Idaea emarginata), spoustu druhů můr, perleťovec (Argynnis paphia) a okáči (Aphantopus hiperantus). Potenciál na přemnožení má v některých letech obaleč dubový (Tortrix viridana). Více vzácně lze zpozorovat chráněného otakárka fenyklového (Papilio machaon).
Staňkova je biotopem pravidelně zde hnízdících včelojedů lesních (Pernis apivorus). Každoročně se sem vrací jeden až dva páry tohoto silně ohroženého dravce.  Místní starší prosvětlené lesy poskytují útočiště také dalšímu chráněnému druhu ptáka, a to dvěma až pěti párům strakapouda prostředního (Dendrocopos medius).
Negativní vliv na toto území má přítomnost mufloního stáda, které se zde již naštěstí posledních 5 let (k roku 2020) trvale nevyskytuje.

## Předmět ochrany
Doubravy vyrůstající ve Staňkovce jsou pravděpodobně nejkvalitnějším územím svého typu v Praze. Proto bylo rozhodnuto o jejím vyhlášení coby přírodní rezervace. Cílem je zachování všech spekter ekosystémů od acidofilních teplomilných doubrav přes hercynské dubohabřiny, perialpidské bazifilní teplomilné doubravy až k tvrdému luhu nížinných řek. Důležité je zachovat původní druhovou skladbu dřevin a ochránit prostor před nálety, především trnovníku akátu (Robinia pseudoacacia). Rostlinným druhům, jež jsou hlavně světlomilné, by prospělo lesní hospodářství prosvětlující porost. Dále se ochrana soustřeďuje na roháče obecného (Lucanus cervus) ponecháním odumřelé dřevní hmoty na stanovišti. Aby nebylo ohroženo hnízdění včelojeda lesního (Pernis apivorus), měly by se veškeré zásahy v lese uskutečňovat v zimním období. Pokud by se v lokalitě opět objevili mufloni, páchající velké škody okusem, bylo by nutné je eliminovat.

## Turismus
Podél severního okraje vede červená turistická značka, relativně průměrně využívaná veřejností. Méně známá je vrstevnicová pěší cesta vedoucí od studánky směrem do Černošic. Využívají ji spíše jen místní, přestože se jedná o velice pěknou cestu, která by mohla sloužit k větší osvětě tohoto území. Staňkovkou vede ještě jedna lesní cesta rovnoběžná se železniční tratí spojující Radotín a Dolní Černošice.
Turismus zde nemá žádné negativní projevy, naopak by bylo vhodné území více popularizovat k šetrné rekreační turistice a osvětě.

## Fotogalerie

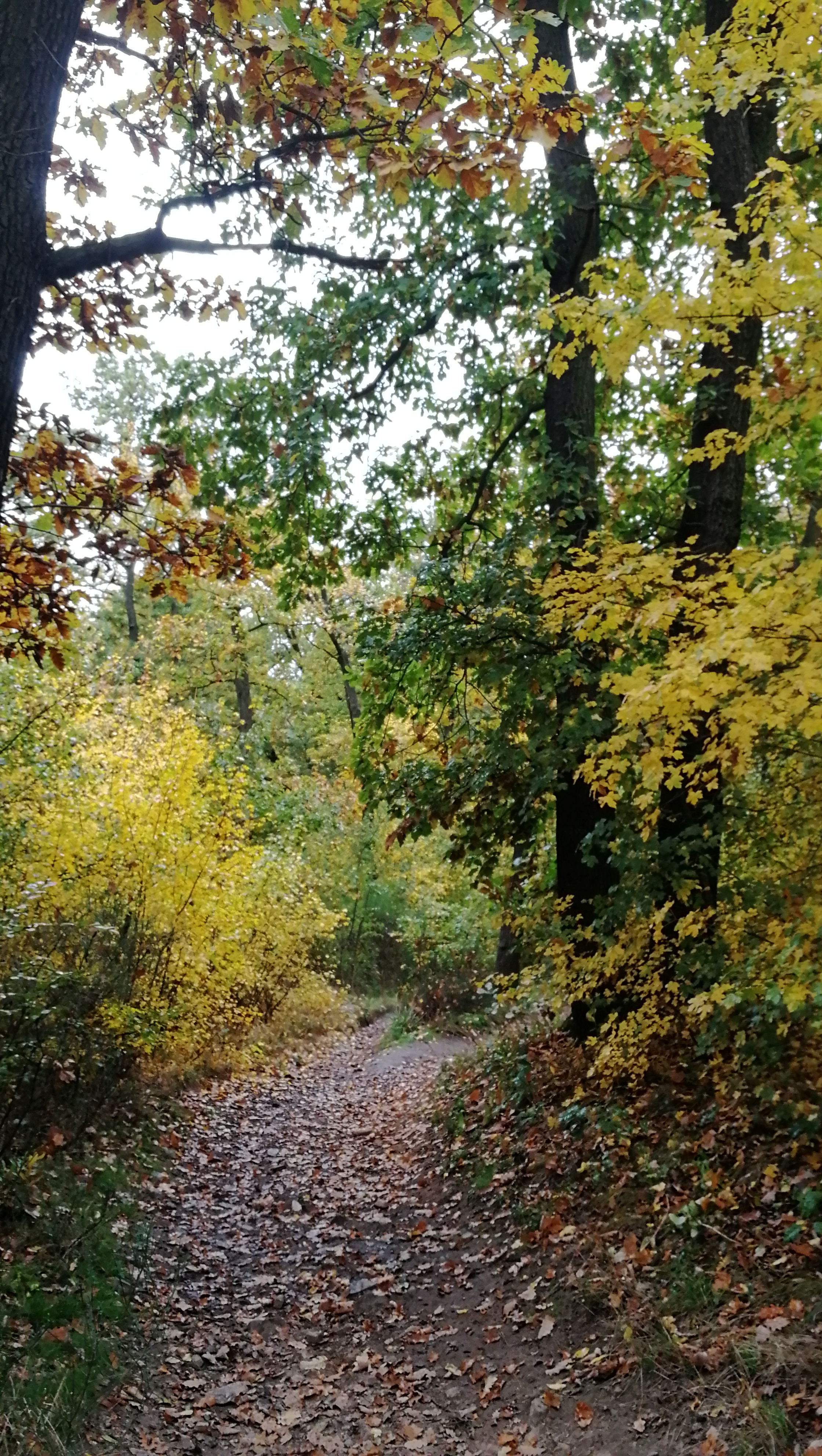
Červená turistická značka v PR Staňkovka
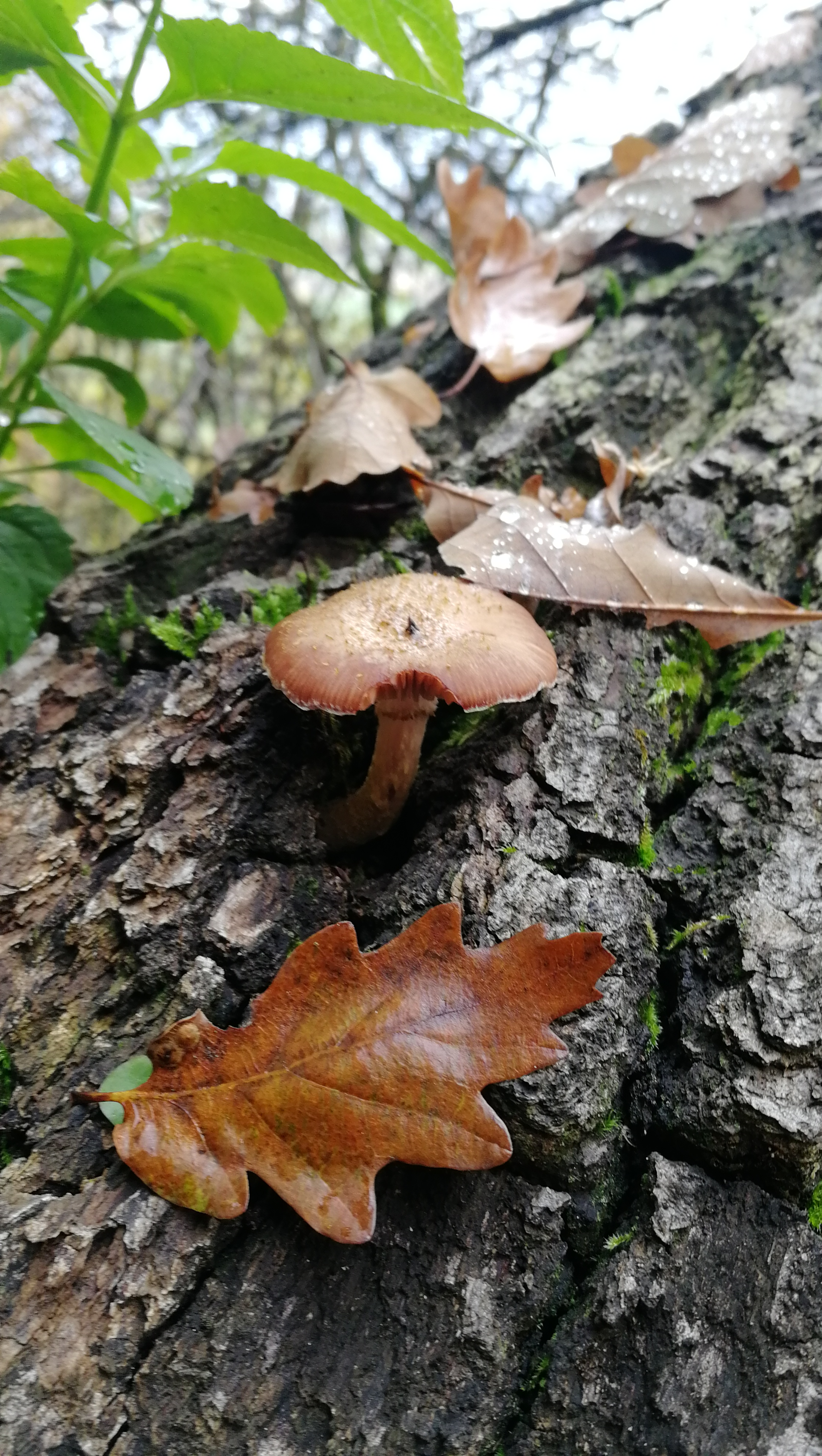
Houba vyrůstající na tlejícím kmeni
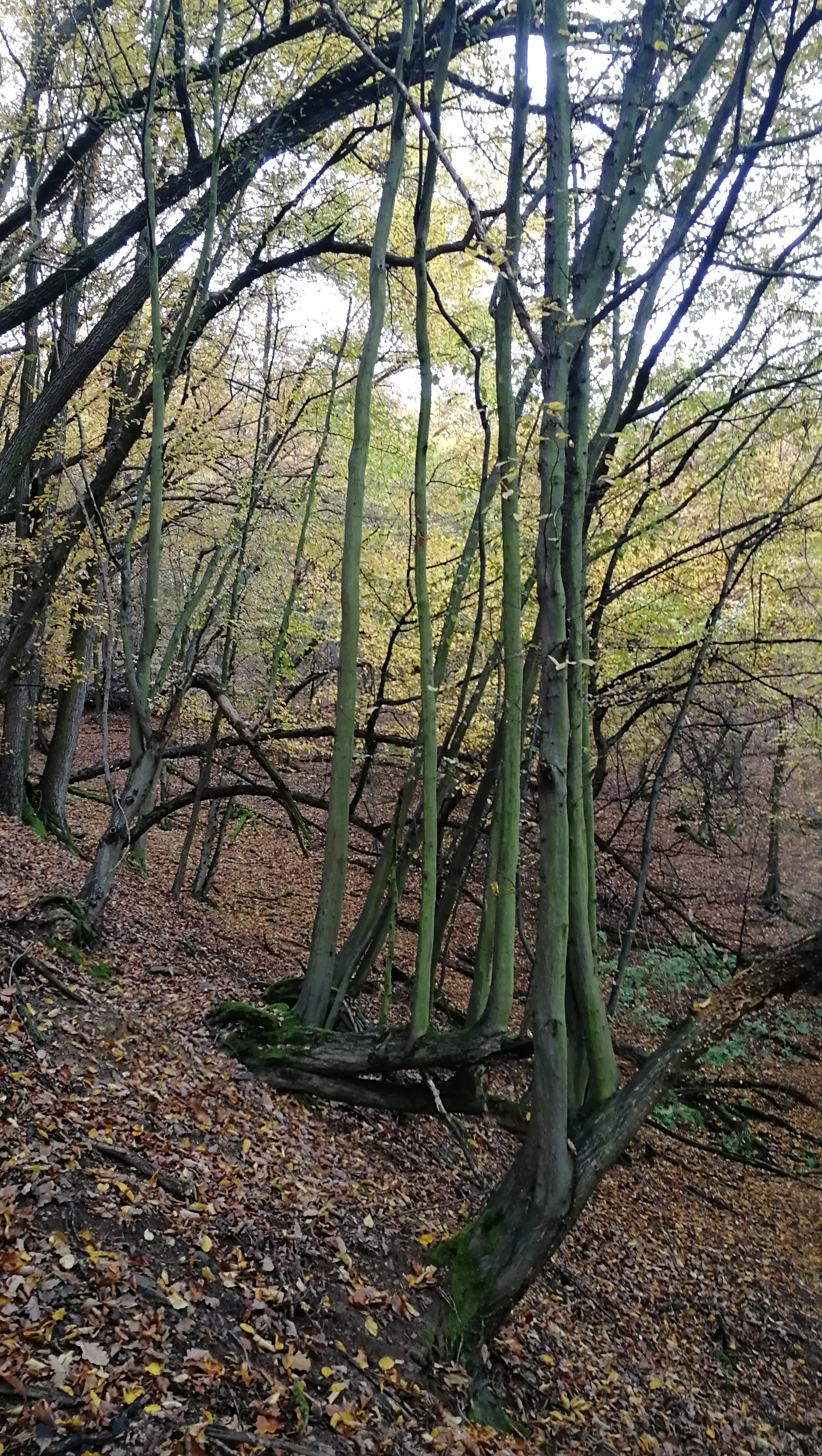
Kolmě vyrůstající nové větve
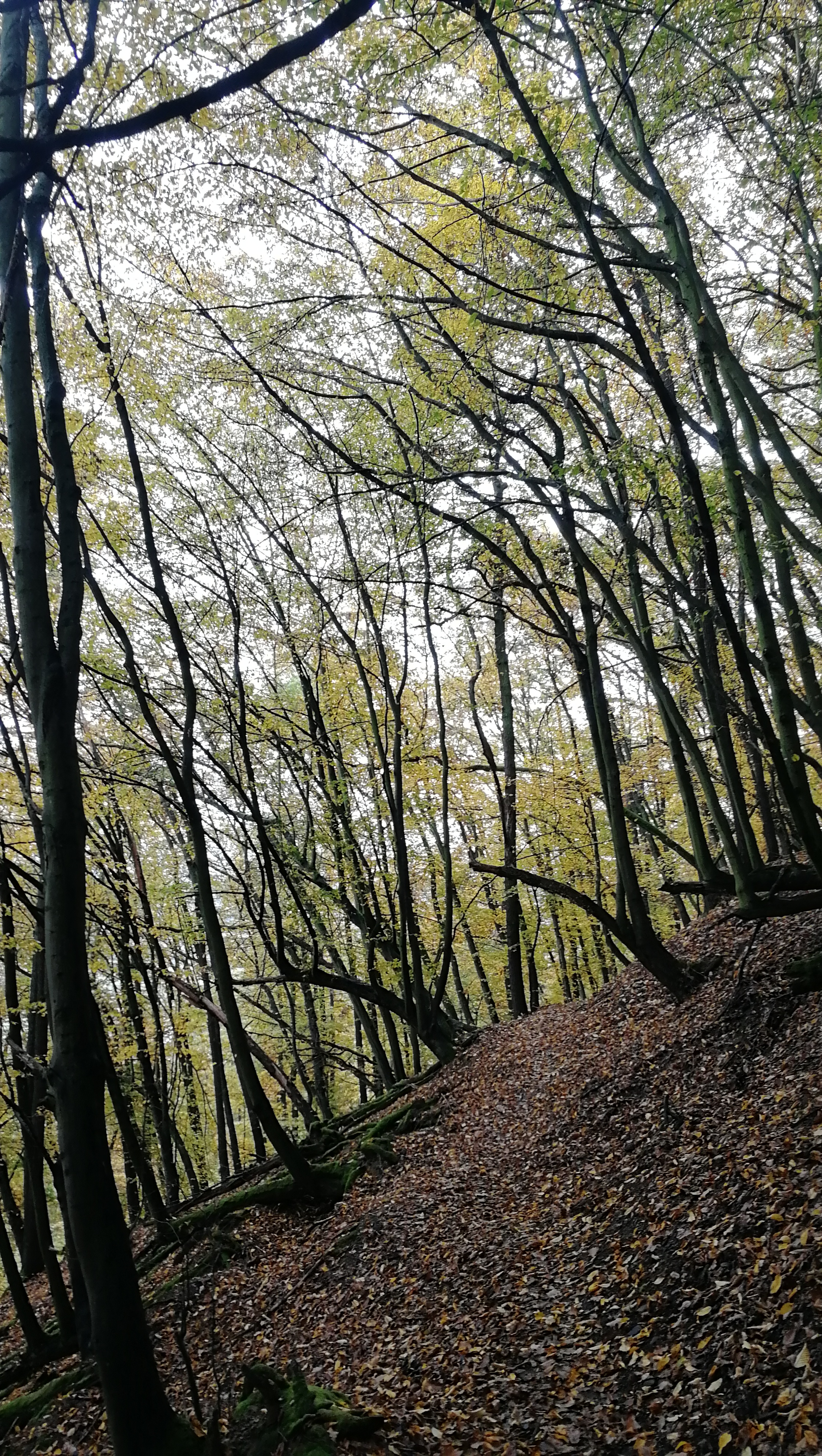
Pohled na les ve svahu
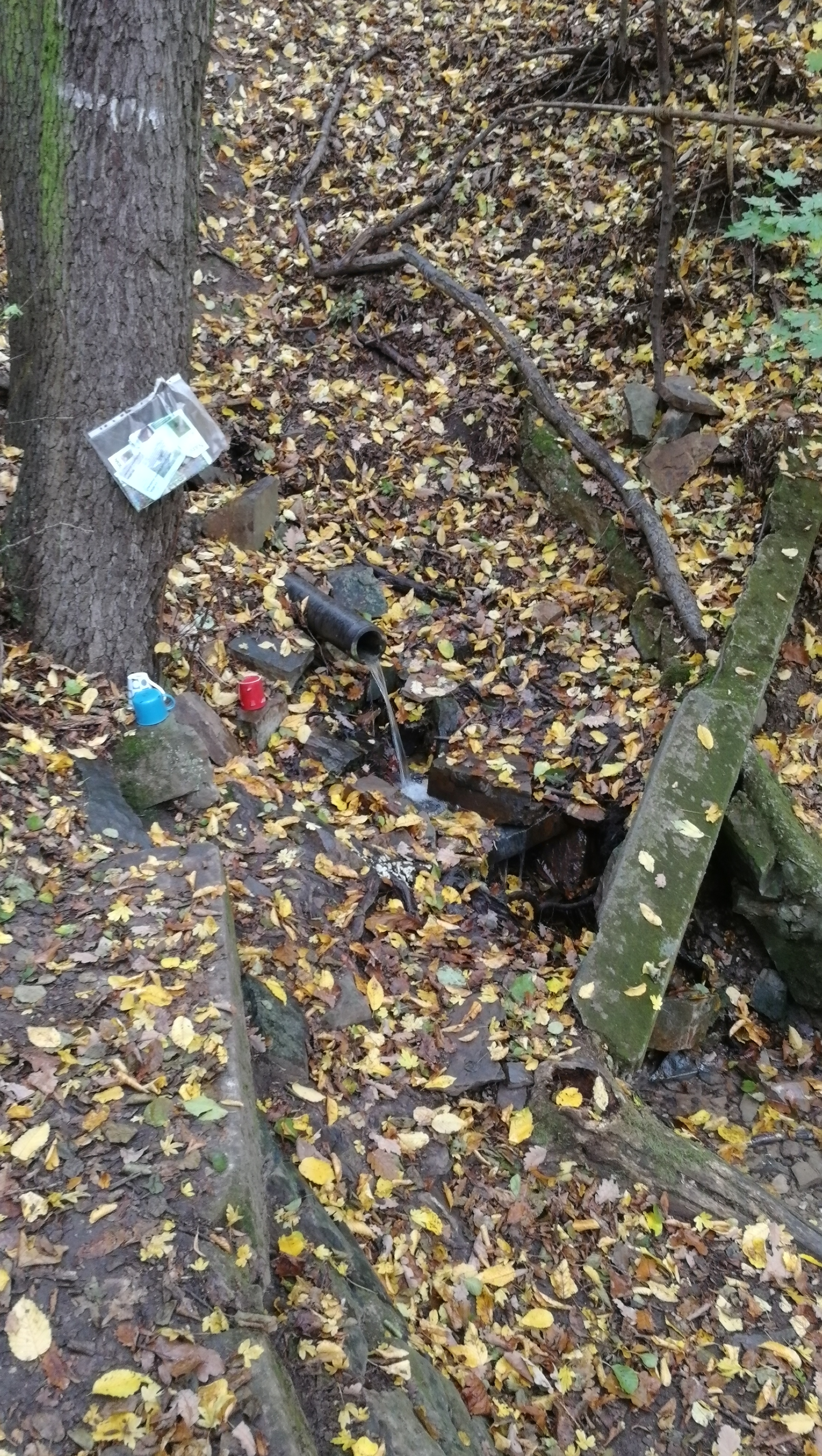
Studánka
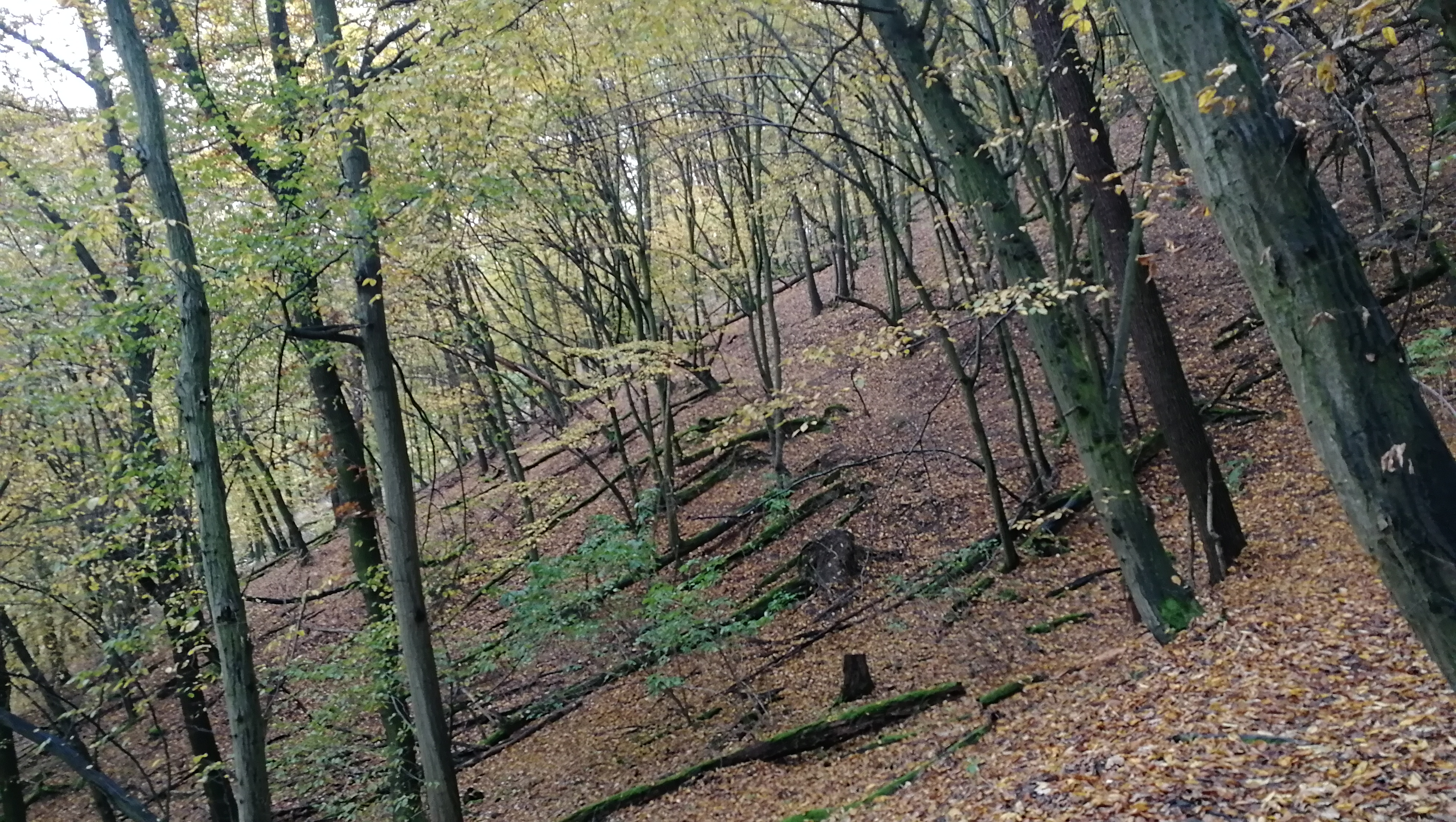
Ponechaná dřevní hmota